# Greg Kern
Greg Kern (Calgary, 7 luglio 1963) è un ex calciatore canadese, difensore.